# Міннетонка (Міннесота)
Міннетонка (англ. Minnetonka) — місто (англ. city) в окрузі Ганнепін, штат Міннесота, США; західне передмістя Міннеаполіса. Населення — 49 734 особи (2010).

## Географія
Міннетонка розташована за координатами 44°55′57″ пн. ш. 93°27′24″ зх. д. / 44.93250° пн. ш. 93.45667° зх. д. (44.932582, -93.456549), є західним передмістям агломерації Міннеаполіса. За даними Бюро перепису населення США 2010 року місто мало площу 73,08 км², з яких 69,74 км² — суходіл та 3,34 км² — водні об'єкти.

## Демографія
Згідно з переписом 2010 року, у місті мешкали 49 734 особи в 21 901 домогосподарстві у складі 13 619 родин. Густота населення становила 681 особа/км².  Було 23294 помешкання (319/км²).
Расовий склад населення:
| - 90,0 % — білих - 3,7 % — чорних або афроамериканців - 3,1 % — азіатів - 0,3 % — корінних американців |

До двох чи більше рас належало 2,1 %. Частка іспаномовних становила 2,4 % від усіх жителів.
За віковим діапазоном населення розподілялося таким чином: 20,8 % — особи молодші 18 років, 62,5 % — особи у віці 18—64 років, 16,7 % — особи у віці 65 років та старші. Медіана віку мешканця становила 45,0 року. На 100 осіб жіночої статі у місті припадало 90,5 чоловіків;  на 100 жінок у віці від 18 років та старших — 86,6 чоловіків також старших 18 років.
Середній дохід на одне домашнє господарство  становив 110 251 долар США (медіана — 78 589), а середній дохід на одну сім'ю — 138 898 доларів (медіана — 108 422). Медіана доходів становила 76 268 доларів для чоловіків та 55 343 долари для жінок. За межею бідності перебувало 5,4 % осіб, у тому числі 6,3 % дітей у віці до 18 років та 5,2 % осіб у віці 65 років та старших.
Цивільне працевлаштоване населення становило 28 282 особи. Основні галузі зайнятості: освіта, охорона здоров'я та соціальна допомога — 21,3 %, науковці, спеціалісти, менеджери — 17,3 %, фінанси, страхування та нерухомість — 13,3 %, роздрібна торгівля — 12,8 %.

## Відомі особистості
У поселенні народився:
- Джек Гіллен (* 1986) — американський хокеїст.